# Championnats d'Europe de patinage artistique 2000
Navigation
Édition précédente Édition suivante
Les championnats d'Europe de patinage artistique 2000 ont lieu du 6 au 13 février 2000 à la Wiener Stadthalle de Vienne en Autriche.

## Qualifications
Les patineurs sont éligibles à l'épreuve s'ils représentent une nation européenne membre de l'Union internationale de patinage (International Skating Union en anglais) et s'ils ont atteint l'âge de 15 ans avant le 1er juillet 1999 dans leur pays de naissance. La compétition correspondante pour les patineurs non européens est le championnat des Quatre Continents 2000. Les fédérations nationales sélectionnent leurs patineurs en fonction de leurs propres critères.
Sur la base des résultats des championnats d'Europe 1999, l'Union internationale de patinage autorise chaque pays à avoir de une à trois inscriptions par discipline.
| Entrées                                                           | Messieurs                         | Dames                           | Couples                                             | Danse sur glace                                                  |
| ----------------------------------------------------------------- | --------------------------------- | ------------------------------- | --------------------------------------------------- | ---------------------------------------------------------------- |
| 3                                                                 | France Russie                     | Hongrie Russie                  | Russie                                              | Russie                                                           |
| 2                                                                 | Allemagne Bulgarie Suisse Ukraine | Finlande France Pologne Ukraine | Allemagne France Pologne Tchéquie Slovaquie Ukraine | Allemagne Bulgarie France Israël Italie Lituanie Pologne Ukraine |
| Si non répertorié ci-dessus, une seule inscription est autorisée. |                                   |                                 |                                                     |                                                                  |

Pour la cinquième année (après les championnats européens de 1994, 1996, 1997 et 1999), l'Union internationale de patinage impose une ronde des qualifications pour les catégories individuelles masculine et féminine. Les qualifications sont divisées en deux groupes A et B. Pour ces championnats européens 2000, le top 15 de chaque groupe accède au programme court, puis le top 24 accède au programme libre. Les scores des qualifications comptent pour le score final.

## Podiums
| Épreuves                            | Or                                 | Argent                                  | Bronze                                |
| ----------------------------------- | ---------------------------------- | --------------------------------------- | ------------------------------------- |
| Messieurs résultats détaillés       | Evgeni Plushenko                   | Aleksey Yagudin                         | Dmytro Dmytrenko                      |
| Dames résultats détaillés           | Irina Sloutskaïa                   | Maria Butyrskaya                        | Viktoria Volchkova                    |
| Couples résultats détaillés         | Maria Petrova / Aleksey Tikhonov   | Dorota Zagórska / Mariusz Siudek        | Sarah Abitbol / Stéphane Bernadis     |
| Danse sur glace résultats détaillés | Marina Anissina / Gwendal Peizerat | Barbara Fusar-Poli / Maurizio Margaglio | Margarita Drobiazko / Povilas Vanagas |

## Tableau des médailles
| Rang  | Nation   | Or | Argent | Bronze | Total |
| ----- | -------- | -- | ------ | ------ | ----- |
| 1     | Russie   | 3  | 2      | 1      | 6     |
| 2     | France   | 1  | 0      | 1      | 2     |
| 3     | Italie   | 0  | 1      | 0      | 1     |
| 3     | Pologne  | 0  | 1      | 0      | 1     |
| 5     | Lituanie | 0  | 0      | 1      | 1     |
| 5     | Ukraine  | 0  | 0      | 1      | 1     |
| Total | Total    | 4  | 4      | 4      | 12    |

## Détails des compétitions
Pour la saison 1999/2000, les calculs des points se font selon la méthode suivante :
- chez les Messieurs et les Dames (0.4 point par place pour les qualifications, 0.6 point par place pour le programme court, 1 point par place pour le programme libre)
- chez les Couples artistiques (0.5 point par place pour le programme court, 1 point par place pour le programme libre)
- en danse sur glace (0.4 point par place pour les deux danses imposées, 0.6 point par place pour la danse originale, 1 point par place pour la danse libre)

### Messieurs
| Rang                                        | Nom                   | Nation      | Points | Qualif. A | Qualif. B | Prog. court | Prog. libre |
| ------------------------------------------- | --------------------- | ----------- | ------ | --------- | --------- | ----------- | ----------- |
| 1                                           | Evgeni Plushenko      | Russie      | 2.6    |           | 1         | 2           | 1           |
| 2                                           | Aleksey Yagudin       | Russie      | 3.0    | 1         |           | 1           | 2           |
| 3                                           | Dmytro Dmytrenko      | Ukraine     | 5.6    |           | 2         | 3           | 3           |
| 4                                           | Aleksandr Abt         | Russie      | 8.4    | 2         |           | 6           | 4           |
| 5                                           | Ivan Dinev            | Bulgarie    | 9.6    |           | 3         | 4           | 6           |
| 6                                           | Vitali Danilchenko    | Ukraine     | 12.0   |           | 5         | 5           | 7           |
| 7                                           | Andrejs Vlascenko     | Allemagne   | 14.0   | 9         |           | 9           | 5           |
| 8                                           | Stefan Lindemann      | Allemagne   | 15.6   |           | 6         | 7           | 9           |
| 9                                           | Stanick Jeannette     | France      | 16.8   |           | 4         | 12          | 8           |
| 10                                          | Vincent Restencourt   | France      | 17.0   | 3         |           | 8           | 11          |
| 11                                          | Szabolcs Vidrai       | Hongrie     | 19.8   |           | 8         | 11          | 10          |
| 12                                          | Michael Tyllesen      | Danemark    | 20.6   | 4         |           | 10          | 13          |
| 13                                          | Margus Hernits        | Estonie     | 22.8   | 6         |           | 14          | 12          |
| 14                                          | Robert Grzegorczyk    | Pologne     | 24.6   |           | 7         | 13          | 14          |
| 15                                          | Gabriel Monnier       | France      | 27.2   | 8         |           | 15          | 15          |
| 16                                          | Vakhtang Murvanidze   | Géorgie     | 27.6   | 5         |           | 16          | 16          |
| 17                                          | Sergei Rylov          | Azerbaïdjan | 32.8   | 10        |           | 18          | 18          |
| 18                                          | Matthew Davies        | Royaume-Uni | 32.8   |           | 9         | 17          | 19          |
| 19                                          | Michael Shmerkin      | Israël      | 33.4   |           | 11        | 20          | 17          |
| 20                                          | Angelo Dolfini        | Italie      | 36.2   | 12        |           | 19          | 20          |
| 21                                          | Kristoffer Berntsson  | Suède       | 39.8   |           | 14        | 22          | 21          |
| 22                                          | Patrick Schmit        | Luxembourg  | 41.0   | 13        |           | 23          | 22          |
| 23                                          | Hristo Turlakov       | Bulgarie    | 42.0   |           | 10        | 25          | 23          |
| 24                                          | Juraj Sviatko         | Slovaquie   | 42.6   |           | 15        | 21          | 24          |
| 25                                          | Christian Horvath     | Autriche    | 48.8   |           | 16        | 29          | 25          |
| Patineurs éliminés après le programme court |                       |             |        |           |           |             |             |
| 26                                          | Lukáš Rakowski        | Tchéquie    |        | 15        |           | 24          | NC          |
| 27                                          | Jan Čejvan            | Slovénie    |        |           | 12        | 26          | NC          |
| 28                                          | Kevin Van Der Perren  | Belgique    |        | 11        |           | 27          | NC          |
| 29                                          | Gheorghe Chiper       | Roumanie    |        |           | 13        | 28          | NC          |
| 30                                          | Oscar Peter           | Suisse      |        | 14        |           | 30          | NC          |
| Abandon                                     | Patrick Meier         | Suisse      |        | 7         |           |             | NC          |
| Patineurs éliminés après les qualifications |                       |             |        |           |           |             |             |
| 32                                          | Markus Leminen        | Finlande    |        | 16        |           | NC          | NC          |
| 33                                          | Maurice Lim           | Pays-Bas    |        |           | 17        | NC          | NC          |
| 33                                          | Yon Garcia            | Espagne     |        | 17        |           | NC          | NC          |
| 35                                          | Aidas Reklys          | Lituanie    |        |           | 18        | NC          | NC          |
| 35                                          | Panagiotis Markouizos | Grèce       |        | 18        |           | NC          | NC          |

### Dames
| Rang                                          | Nom                     | Nation         | Points | Qualif. A | Qualif. B | Prog. court | Prog. libre |
| --------------------------------------------- | ----------------------- | -------------- | ------ | --------- | --------- | ----------- | ----------- |
| 1                                             | Irina Sloutskaïa        | Russie         | 2.0    |           | 1         | 1           | 1           |
| 2                                             | Maria Butyrskaya        | Russie         | 4.8    | 1         |           | 4           | 2           |
| 3                                             | Viktoria Volchkova      | Russie         | 6.0    |           | 2         | 2           | 4           |
| 4                                             | Vanessa Gusmeroli       | France         | 6.4    |           | 4         | 3           | 3           |
| 5                                             | Elena Liashenko         | Ukraine        | 10.8   |           | 3         | 6           | 6           |
| 6                                             | Júlia Sebestyén         | Hongrie        | 13.6   | 2         |           | 13          | 5           |
| 7                                             | Mikkeline Kierkgaard    | Danemark       | 15.4   | 5         |           | 9           | 8           |
| 8                                             | Silvia Fontana          | Italie         | 15.4   |           | 6         | 5           | 10          |
| 9                                             | Tamara Dorofejev        | Hongrie        | 17.2   | 9         |           | 11          | 7           |
| 10                                            | Alisa Drei              | Finlande       | 17.4   | 3         |           | 7           | 12          |
| 11                                            | Diána Póth              | Hongrie        | 20.2   | 4         |           | 16          | 9           |
| 12                                            | Julia Lautowa           | Autriche       | 21.4   | 6         |           | 10          | 13          |
| 13                                            | Anna Rechnio            | Pologne        | 23.2   |           | 5         | 17          | 11          |
| 14                                            | Mojca Kopač             | Slovénie       | 23.4   |           | 9         | 8           | 15          |
| 15                                            | Galina Maniachenko      | Ukraine        | 25.8   |           | 7         | 15          | 14          |
| 16                                            | Sarah Meier             | Suisse         | 27.2   | 7         |           | 14          | 16          |
| 17                                            | Sanna-Maija Wiksten     | Finlande       | 28.4   | 8         |           | 12          | 18          |
| 18                                            | Zoya Douchine           | Allemagne      | 34.2   |           | 8         | 20          | 19          |
| 19                                            | Olga Vassiljeva         | Estonie        | 35.2   | 14        |           | 21          | 17          |
| 20                                            | Anna Lundström          | Suède          | 35.4   |           | 10        | 19          | 20          |
| 21                                            | Karen Venhuizen         | Pays-Bas       | 38.8   | 10        |           | 23          | 21          |
| 22                                            | Yulia Lebedeva          | Arménie        | 39.6   |           | 12        | 18          | 24          |
| 23                                            | Tammy Sear              | Royaume-Uni    | 41.0   | 12        |           | 22          | 23          |
| 24                                            | Kaja Hanevold           | Norvège        | 41.6   | 13        |           | 24          | 22          |
| Patineuses éliminées après le programme court |                         |                |        |           |           |             |             |
| 25                                            | Sara Falotico           | Belgique       |        | 11        |           | 26          | NC          |
| 26                                            | Sabina Wojtala          | Pologne        |        |           | 14        | 25          | NC          |
| 27                                            | Idora Hegel             | Croatie        |        |           | 11        | 29          | NC          |
| 28                                            | Valeria Trifancova      | Lettonie       |        |           | 13        | 28          | NC          |
| 29                                            | Eva Chuda               | Tchéquie       |        |           | 15        | 27          | NC          |
| 30                                            | Roxana Luca             | Roumanie       |        | 15        |           | 30          | NC          |
| Patineuses éliminées après les qualifications |                         |                |        |           |           |             |             |
| 31                                            | Dominyka Valiukeviciute | Lituanie       |        |           | 16        | NC          | NC          |
| 31                                            | Silvia Koncokova        | Slovaquie      |        | 16        |           | NC          | NC          |
| 33                                            | Helena Pajović          | RF Yougoslavie |        |           | 17        | NC          | NC          |
| 33                                            | Melania Albea           | Espagne        |        | 17        |           | NC          | NC          |
| 35                                            | Liza Menagia            | Grèce          |        |           | 18        | NC          | NC          |

### Couples
| Rang        | Nom                                     | Nation      | Points | Prog. court | Prog. libre |
| ----------- | --------------------------------------- | ----------- | ------ | ----------- | ----------- |
| Disqualifié | Elena Berejnaïa / Anton Sikharulidze    | Russie      | 2.0    | 2           | 1           |
| 1           | Maria Petrova / Aleksey Tikhonov        | Russie      | 2.5    | 1           | 2           |
| 2           | Dorota Zagórska / Mariusz Siudek        | Pologne     | 4.5    | 3           | 3           |
| 3           | Sarah Abitbol / Stéphane Bernadis       | France      | 6.5    | 5           | 4           |
| 4           | Peggy Schwarz / Mirko Müller            | Allemagne   | 7.0    | 4           | 5           |
| 5           | Tatiana Totmianina / Maksim Marinin     | Russie      | 9.0    | 6           | 6           |
| 6           | Julia Obertas / Dmitri Palamarchuk      | Ukraine     | 10.5   | 7           | 7           |
| 7           | Aljona Savchenko / Stanislav Morozov    | Ukraine     | 13.5   | 11          | 8           |
| 8           | Kateřina Beránková / Otto Dlabola       | Tchéquie    | 14.0   | 10          | 9           |
| 9           | Mariana Kautz / Norman Jeschke          | Allemagne   | 15.0   | 8           | 11          |
| 10          | Viktorya Shklover / Valdis Mintals      | Estonie     | 16.0   | 12          | 10          |
| 11          | Inga Rodionova / Andrei Kroukov         | Azerbaïdjan | 16.5   | 9           | 12          |
| 12          | Oľga Beständigová / Jozef Beständig     | Slovaquie   | 19.5   | 13          | 13          |
| 13          | Ekaterina Danko / Gennadi Emeljenenko   | Biélorussie | 22.0   | 14          | 15          |
| 14          | Catherine Huc / Vivien Rolland          | France      | 22.5   | 17          | 14          |
| 15          | Maria Krasiltseva / Artem Znachkov      | Arménie     | 25.0   | 16          | 17          |
| 16          | Evgenia Filonenko / Alexander Chestnikh | Géorgie     | 25.5   | 15          | 18          |
| 17          | Sarah Kemp / Daniel Thomas              | Royaume-Uni | 26.0   | 20          | 16          |
| 18          | Line Haddad / Vitali Lycenko            | Israël      | 28.0   | 18          | 19          |
| 19          | Tatjana Zaharjeva / Jurijs Salmanovs    | Lettonie    | 29.5   | 19          | 20          |

### Danse sur glace
| Rang | Nom                                     | Nation             | Points | Danse imposée 1 | Danse imposée 2 | Danse originale | Danse libre |
| ---- | --------------------------------------- | ------------------ | ------ | --------------- | --------------- | --------------- | ----------- |
| 1    | Marina Anissina / Gwendal Peizerat      | France             | 2.0    | 1               | 1               | 1               | 1           |
| 2    | Barbara Fusar-Poli / Maurizio Margaglio | Italie             | 4.0    | 2               | 2               | 2               | 2           |
| 3    | Margarita Drobiazko / Povilas Vanagas   | Lituanie           | 6.8    | 4               | 3               | 4               | 3           |
| 4    | Irina Lobatcheva / Ilia Averboukh       | Russie             | 7.2    | 3               | 4               | 3               | 4           |
| 5    | Kati Winkler / René Lohse               | Allemagne          | 10.2   | 6               | 5               | 5               | 5           |
| 6    | Galit Chait / Sergei Sakhnovski         | Israël             | 11.8   | 5               | 6               | 6               | 6           |
| 7    | Sylwia Nowak / Sebastian Kolasiński     | Pologne            | 14.4   | 8               | 8               | 7               | 7           |
| 8    | Olena Hrushyna / Ruslan Honcharov       | Ukraine            | 15.4   | 7               | 6               | 8               | 8           |
| 9    | Isabelle Delobel / Olivier Schoenfelder | France             | 18.6   | 9               | 9               | 10              | 9           |
| 10   | Anna Semenovich / Roman Kostomarov      | Russie             | 19.4   | 10              | 10              | 9               | 10          |
| 11   | Federica Faiella / Luciano Milo         | Italie             | 23.4   | 13              | 13              | 12              | 11          |
| 12   | Oksana Potdykova / Denis Petukhov       | Russie             | 24.2   | 12              | 11              | 11              | 13          |
| 13   | Eliane Hugentobler / Daniel Hugentobler | Suisse             | 24.4   | 11              | 12              | 13              | 12          |
| 14   | Agata Błażowska / Marcin Kozubek        | Pologne            | 28.0   | 14              | 14              | 14              | 14          |
| 15   | Stephanie Rauer / Thomas Rauer          | Allemagne          | 30.0   | 15              | 15              | 15              | 15          |
| 16   | Julie Keeble / Łukasz Zalewski          | Allemagne          | 32.0   | 16              | 16              | 16              | 16          |
| 17   | Kateřina Kovalová / David Szurman       | Tchéquie           | 34.6   | 18              | 19              | 17              | 17          |
| 18   | Kristina Kobaladze / Oleg Voiko         | Ukraine            | 35.6   | 17              | 17              | 18              | 18          |
| 19   | Zita Gebora / András Visontai           | Hongrie            | 37.8   | 19              | 18              | 19              | 19          |
| 20   | Zuzana Durkovska / Marian Mesaros       | Slovaquie          | 40.0   | 20              | 20              | 20              | 20          |
| 21   | Anna Mosenkova / Sergey Sychov          | Estonie            | 42.2   | 22              | 21              | 21              | 21          |
| 22   | Alissa de Carbonnel / Alexander Malkov  | Biélorussie        | 44.2   | 23              | 22              | 22              | 22          |
| 23   | Tiffany Hyden / Vazgen Azroyan          | Arménie            | 46.6   | 21              | 23              | 23              | 24          |
| 24   | Ana Galic / Andrei Griazev              | Bosnie-Herzégovine | 47.0   | 24              | 24              | 24              | 23          |